# Maxomys surifer
Maxomys surifer е вид гризач от семейство Мишкови (Muridae). Видът не е застрашен от изчезване.

## Разпространение и местообитание
Разпространен е в Бруней, Виетнам, Индонезия (Калимантан, Суматра и Ява), Камбоджа, Китай (Юннан), Лаос, Малайзия (Западна Малайзия, Сабах и Саравак), Мианмар и Тайланд.
Обитава гористи местности, градини, крайбрежия и плажове.

## Описание
На дължина достигат до 16,8 cm, а теглото им е около 150,5 g.
Популацията на вида е намаляваща.